# 1961年飓风黛比
飓风黛比（英語：Hurricane Debbie）是有纪录以来于9月袭击爱尔兰岛最强烈的一场气旋，并且很可能是仅有的一个吹袭不列颠群岛的热带气旋。黛比是1961年大西洋飓风季期间第四个获得命名的风暴，源于8月下旬首次发现时还位于中非上空的一片组织结构良好的热带扰动天气。系统逐渐向西行进，于9月5日离开塞内加尔海岸进入大西洋。估计系统这时已经成为热带风暴，但气象部门要一直到两天后才开始发布公告。9月6日晚，黛比以强烈热带风暴或是飓风的最低标准强度从佛得角南部经过，引起一架飞机失事，导致群岛上有60人丧生。离开群岛后的几天时间里，风暴先是向西北偏西前进，之后又转向北上，但在连续几天里由于数据缺乏，系统的具体情况难以确定。一直到9月10日一架商用客机遇到风暴后才确定了其位置。次日，黛比达到最高强度，最大持续风速为每小时195公里，属于萨菲尔-辛普森飓风等级下的三级飓风标准。
飓风在最高强烈下保持了超过一天时间，然后逐渐减弱，前进速度也渐渐放缓。到了9月13日，黛比因受到西风带的影响而开始向东北偏东方向加速行进。9月15日，系统以飓风的最低标准强度从亚速尔群岛西部上空经过。但气象部门无法确定风暴这时是仍属热带气旋还是已转变成温带气旋。接下来黛比在逼近不列颠群岛的过程中得以强化，于9月16日在西爱尔兰海岸掠过。之后不久，系统经确认已转变成温带气旋并继续向东北进发。风暴残留之后转向东进，先后袭击了挪威和俄罗斯，于9月19日消散。
袭击爱尔兰岛时，黛比仍然是一场强烈的风暴，岛上大部分地区的风速都创下新纪录，近海纪录下时速183公里的最强阵风。狂风造成大范围破坏和干扰，刮倒了数以万计的树木，还有大量供电线缆中断。不计其数的建筑物遭受到不同程度的损害，许多较小的建筑物被毁。大面积的大麦、玉米和小麦作物毁于一旦。黛比共计夺走了整个爱尔兰岛18人的生命，其中爱尔兰共和国12人，北爱尔兰6人。爱尔兰共和国遭受的经济损失约为4000到5000万美元（1961年美元，相当于2025年的4.21億到5.26億美元），北爱尔兰也有至少400万美元（1961年美元，相当于2025年的4209萬美元）。大不列颠岛部分地区也受到了时速超过160公里狂风的摧残。

## 气象历史
1961年8月底到9月初，非洲中部和西部上空发展出一系列不同寻常的下层扰动天气。其中可能是8月末在中非上空形成的一个系统于9月1日进入尼日利亚上空，其组织结构得到逐渐改善。随着扰动天气稳步向西行进，其下层环流的结构性有所增强，并且有相应的下层中心逐渐发展出来。这一期间系统上空一直存在上层反气旋，为风暴增强提供了有利的上层外流。1962年的风暴后研究结果表明，扰动天气位于陆地上空时，外界环境中拥有其发展所需的一切必要因素，唯一不利于其早期发展的因素就是无法接触到温暖的水域。协调世界时9月5日中午12点左右，低气压从塞内加尔海岸进入大西洋，这时系统已经达到强烈热带低气压甚至热带风暴的强度标准。系统的中心气压低于1006毫巴（百帕，29.71英寸汞柱），达喀尔纪录下了每小时65公里的持续风速。风暴在风暴逼近佛得角的过程中继续强化，到了9月6日晚，附近的丹麦油轮“夏洛特·马士基号”（Charlotte Maersk）的报告表明气旋已达到或至少接近了飓风强度。
9月6日晚，黛比以强烈热带风暴或是飓风最低标准强度从南佛得角群岛上空经过。风暴继续向西北偏西方向移动，这主要是因为受到了一片位于东大西洋上空的大规模高气压区影响，同时系统也在持续强化。这片区域的海面温度平均达到27°C，有利于热带天气系统的发展。9月7日晚上19点13分，电视与红外观测卫星拍摄的一张照片显示系统中已有风眼形成，并且带状特征已经将中心以外超过480公里的区域包裹起来。在实际操作中，黛比要一直到9月7日晚22点才归类成热带风暴，这时其中心估计位于萨尔岛西北偏西方向约890公里洋面。之后超过3天的时间里，气象部门几乎未能获取这场飓风的任何有效数据，也无法对其强度做出可靠的预报。估计风暴在开放海域的行进路径更朝西北方向偏移。一直到9月10日一架荷兰皇家航空班机接触到气旋时，飓风的准备位置才得以确定。

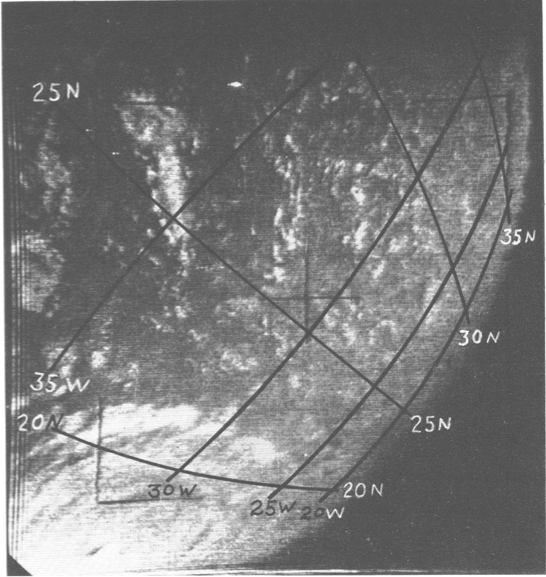
9月7日时，飓风黛比（左下角）已经拥有一个层次分明的清晰风眼。

飓风黛比的行动方向在接下来三天里基本保持稳定，然后转向北上，并因靠近一片高压脊的薄弱环节而减缓移动速度，之前也正是这片高压脊令风暴朝西北偏西方向移动。9月11日晚，美国海军派出一架飓风猎人侦察机飞入风暴，发现其中的持续风速达到每小时175到195公里，中心气压降至976毫巴（百帕，28.82英寸汞柱），飓风也在这一时间达到风力时速195公里的最高强度，这一数值可以在的萨菲尔-辛普森飓风等级中达到三级飓风标准。保持最高强度超过24小时后，气旋因上层西风带的影响而减弱并向东北偏东方向大幅转向。到了9月13日下午，黛比已在迅速加速朝亚速尔群岛逼近的过程中降级成一级飓风。9月15日清晨，风暴以风速每小时约130公里强度在亚速尔群岛最东面上空经过，然后略朝东北转向。经过亚速尔群岛后，风暴的结构可能发生了变化，但由于缺少足够数据而无法确定。根据美国国家气象局的初步报告，系统于9月15日表现出温带气旋特征，但仍然是场强烈的风暴。但这一结论又与美国国家飓风中心的飓风数据库记录存在冲突，该数据库认为黛比在9月16日上午前都属于热带气旋。
系统接下来朝不列颠群岛前进并开始强化，于9月16日早上以持续风速每小时130公里强度从阿基尔岛附近掠过爱尔兰岛西海岸。风暴经过贝尔马利特（Belmullet）附近时测得的气压低至961.4毫巴（百帕，28.39英寸汞柱）。如果这时系统仍保有热带特征，那么它将成为有纪录以来第一个袭击爱尔兰的热带气旋。吹袭爱尔兰后不久，风暴进入东北大西洋时已经确认转变成温带气旋。接下来系统在爱尔兰和苏格兰间经过时仍在继续增强，估计其中心气压低至950毫巴（百帕，28.05英寸汞柱）。一项研究结果表明，黛比是1960到2012年间所有途经不列颠群岛、并且之前曾是热带气旋的风暴中最强烈的一个。离开英国后，风暴残留略向东面转向，之后分别对挪威和俄罗斯构成影响，最终于9月19日消散。

## 防灾措施、影响和善后

### 爱尔兰共和国
| 地点           | 最强阵风        | 10分钟持续风速  |
| -------------- | --------------- | --------------- |
| 贝尔马利特     | 每小时148公里   | 每小时106公里   |
| 比尔           | 每小时150公里   | 每小时72公里    |
| 克莱尔莫里斯   | 每小时169公里   | 每小时111公里†  |
| 克朗斯         | 每小时160公里 † | 每小时93公里    |
| 都柏林机场     | 每小时119公里   | 每小时63公里    |
| 基尔肯尼       | 每小时121公里   | 每小时74公里    |
| 马林黑德       | 每小时182公里 † | 每小时126公里   |
| 马林加         | 每小时146公里 † | 每小时84公里 †  |
| 罗氏波因特     | 每小时132公里   | 每小时97公里    |
| 罗斯莱尔       | 每小时134公里   | 每小时87公里    |
| 香农机场       | 每小时172公里 † | 每小时111公里 † |
| 瓦伦西亚天文台 | 每小时163公里 † | 每小时108公里   |

早在9月13日，爱尔兰部分地区居民就得知风暴可能会以飓风强度来袭。两天后，气象部门认为气旋的行动路径将南移，朝向法国，但由于风暴之后没有向东转向，这一预报也相应撤回。9月16日早上，爱尔兰西部大部分地区收到了烈风警告，这时距风暴到达只剩几个小时。戈尔韦郡官员在风暴期间封闭了市场，以防建筑物倒塌造成人员伤亡。
虽然其性质究竟是属热带还是温带气旋这点仍无法确定，但飓风黛比还是在9月16日成为有纪录以来吹袭爱尔兰最强烈的其中一场风暴。该国大部分地区都出现飓风强度狂风，阵风时速最高的艾伦莫（Arranmore）近海达到183公里。多个地点的阵风时速和十分钟持续风速都打破了原有纪录。马林黑德（Malin Head）的持续风速在每小时100公里强度上保持了约6个小时。以气压计算，黛比是有纪录以来在9月吹袭爱尔兰的最强风暴，贝尔马利特测得的气压低至961.4毫巴（百帕，28.39英寸汞柱）。气旋产生的降水相对较小，降雨量最高的瓦伦西亚天文台也只有每小时9毫米，只是降雨量虽小，该国西部还是有部分湖泊出现洪水。
从凯里郡到利默里克之间地区以及斯莱戈郡和多尼戈尔郡受到的破坏最为严重。飓风的狂风破坏甚至摧毁了大量建筑物，还有许多树木倒塌，供电线路中断。受灾最严重地区的通讯在风暴过去4天后仍未恢复。许多道路因瓦砾堆积封闭，其后两天都无法通行。农作物和树木也受到严重破坏。该国有约2%的树木折断或连根拔起，一些地区损失的林木高达24%。总体而言，玉米和小麦作物的情况好过预期，但也损失了25%到30%，一些农民报告的大麦减产超过一半。倒塌的树木又造成了非常可观的进一步破坏，还导致人员伤亡。爱尔兰共和国共有12人因这场飓风丧生，其中卡文郡有一位寡妇和她的两个女儿再加一位孙女因倒塌的树木砸中她们乘坐的汽车导致全部遇难。另外还有5人是因树木倒塌死亡，三人因建筑物倒塌丧生，至少50人受伤，其中少数伤势严重。2012年的一项研究估计，这场风暴给整个爱尔兰造成了至少4000到5000万美元（1961年美元，相当于2025年的4.21億到5.26億美元）的损失。

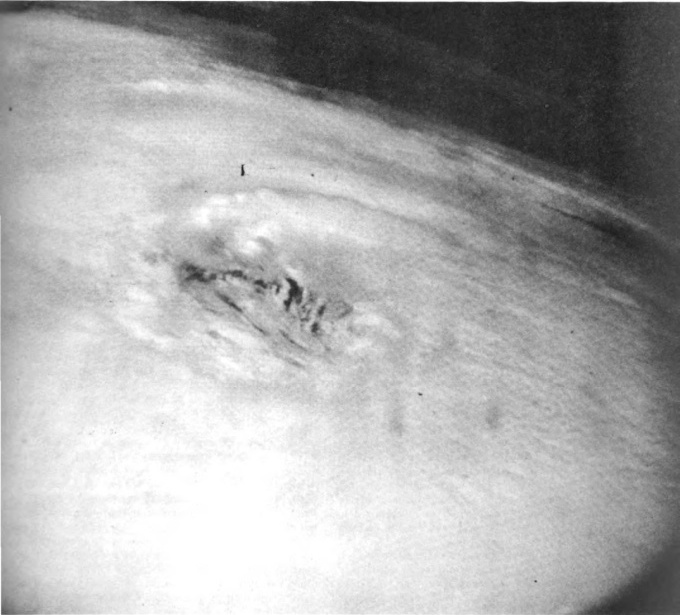
9月13日飓风黛比位于大西洋开放水域的卫星照片

报纸报道称戈尔韦“看起来像遭到炸弹轰炸”，以此形容该市所受飓风摧残的惨烈程度。附近的巴利格（Ballygar）有两座谷仓被毁，其中一个的碎屑散落到了一大片区域。飓风强度的狂风连续冲压蒂厄姆（Tuam）达数小时之久，当地大部分建筑物受损。康尼马拉几乎所有的建筑物都受到一定程度破坏，许多民房失去了屋顶。科克机场控制塔楼的窗户被狂风刮破，还有一台建筑起重机被推翻。洛赫雷（Loughrea）受到了大面积破坏，当地居民因此将1961年9月16日（星期六）称为“狂风之日”。罗斯康芒（Roscommon）的电力和通讯服务完全中断，所受损失“无法计算”。利默里克（Limerick）有15人受伤。整个卡文郡有数以千计的树木折断或是被连根拔起，导致许多城镇道路封闭、通讯中断，一度与外界失去了联系。大量建筑物受到不同程度的损害，有石板屋顶破损，也有谷仓被夷为平地。该县大部分城镇失去了电力供应和电话服务。居民称这是“记忆里最惨烈的”风暴。
狂风激起的巨浪在海岸沿线肆虐，许多码头受损，沿海地区被淹。艾伦莫附近近海浪高达到14米，多个港口的共计数十艘船只被扯离系泊处并搁浅，其中一些还到达了距海岸180米远的内陆。阿基尔岛有三处游艇码头受损，40艘船只受损或沉没。当地时间上午11点到下午13点间，风暴带来的狂风导致香农河倒流，并且水位上升了1.2米。数百英亩土地被数英尺深的洪水淹没，其中许多还是种有马铃薯和白菜的菜地。许多道路被淹，地区交通完全瘫痪。狂风将海水的飞沫带上陆地，导致距海岸线16公里内的植被出现大范围落叶。还有报道称福伊尔河的浪花一直行进了91米远。

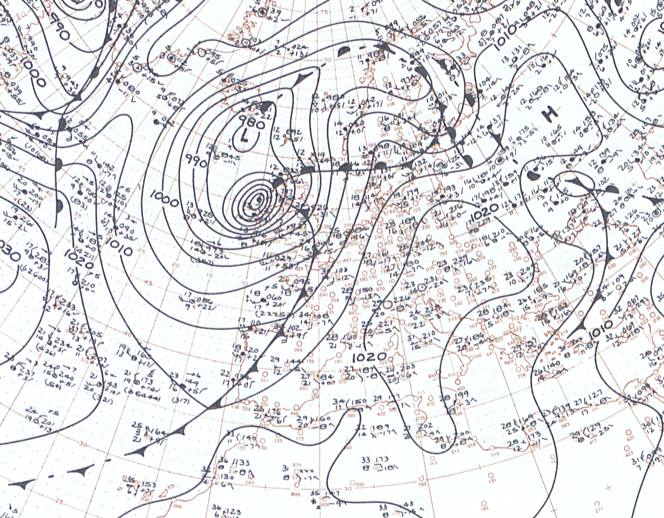
9月16日，飓风黛比位于欧洲西北部上空的地面天气分析图。

风暴过去后，上千名供电局职工投入到恢复电力的抢修工作中。部分停电区域居民合作向他人提供新鲜的食品。消防队也外出巡逻，制止任何抢劫行为。戈尔韦郡供电局虽然前不久才出现过罢工，但维修人员还是克服劳动力和供应短缺的问题努力恢复电力和电话服务。9月23日，该市官员呼吁爱尔兰政府拨款来应对这场飓风的灾后需要。由于部分救灾成本可以由土地所有人自行承担，因此地方在申请援助金的数额上出现分歧。此外，由于供电系统受到的严重破坏，许多地区要求供电局架设地下输电线缆，其中又以戈尔韦郡情况突出。

### 英国
北爱尔兰部分地区受到异常强烈的狂风冲击，泰里岛和伦敦德里郡的巴利凯利（Ballykelly）分别纪录下时速167公里和171公里的强烈阵风。狂风刮倒了数以万计的树木，还有上千条电话线路中断。蒂龙郡的巴伦斯考特森林有3万株树木被刮倒。北爱尔兰有不计其数的道路被瓦砾封堵，多条主要铁路干线只能中止服务。德里也受到了严重破坏，当地一幢新建成的学校被毁，整个城市受到的损失数额达到50万英镑（相当于2025年的1473萬美元）。拉甘谷（Lagan Valley）有一座用砖建成的社区会堂被毁。斯特拉班估计有200套房屋和两座教堂受损，该镇的劳工市场也受到严重破坏。当地的一处公墓有大量墓碑从混凝土地基中拔出和被毁。克洛赫（Clogher）有一处新建成的消防站在屋顶被吹飞后倒塌。贝尔法斯特有个公交车站的玻璃天花板倒塌，还有一幢建筑物的瓦楞屋顶被风刮掉，导致多人受伤。
北爱尔兰共有6人因树木倒塌丧生：其中弗马纳郡两人，库克斯敦（Cookstown）、, 邓甘嫩（Dungannon）、奥马（Omagh）以及蒂龙郡其它地区各一人。北爱尔兰的谷类作物因这场风暴损失惨重，减产达到一半。农作物损失估计达到100万英镑（相当于2025年的2946萬美元）。风暴过去后，多辆皇家陆军医疗队军用救护车被派往蒂龙郡西部部分地区。电力抢修人员花了近一个星期的时间修复中断的供电线缆。许多公共主管部门为此都赞扬了这些工人不辞劳苦的工作。经过爱尔兰后，风暴给苏格兰和威尔士部分地区带去狂风暴雨，造成了一定程度的破坏和洪灾。兰开夏郡沿海和曼岛出现了沙尘暴，给内陆带去了大量沙子沉积。

### 其他地区
黛比尚处热带风暴强度时就给佛得角群岛带去了不稳定的天气，有报道认为这正是9月6日一起飞机失事的重要原因，这起空难共计夺走了多达60人的生命。虽然风暴经过亚速尔群岛时已有飓风强度，但当地没有报道受到破坏。比斯开湾到挪威北部多地都报道出现了狂风。